# La vedova Fioravanti
La vedova Fioravanti è un romanzo dello scrittore italiano Marino Moretti scritto e pubblicato nel 1940.

## Trama
Pompeo Fioravanti è il più noto macellaio del paese e ha un figlio di nome Dorligo che, per garantirne l'educazione, affida all'arciprete. Il giovane compie così gli studi in seminario e alla fine del percorso scoprirà di avere una vera vocazione per il sacerdozio.
Alla morte del marito la vedova Fioravanti, che si trova in buone condizioni economiche e che precedentemente si era lasciata tentare più volte a tradire il marito, decide di consacrare la sua esistenza solamente al figlio per il quale si prodiga in ogni occasione. Ma Dorligo non ama le troppe premure della madre e la sua invadenza, anche perché ha timore che ella scopra alcuni suoi piccoli segreti, come il fatto di aver scritto e pubblicato con uno pseudonimo, durante il periodo del seminario, un romanzo a carattere morale che ha ottenuto un certo successo.
Ma, comunque, la vita nel paese continua con la sua routine per un certo periodo, fintanto che don Dorligo viene nominato cappellano in un paese molto lontano dalla diocesi e la vedova Fioravanti, rimasta sola, sta per cedere ai corteggiamenti del pescivendolo Bruno Ghetti.
Ma dopo poco tempo Dorligo si ammala e fa ritorno a casa mentre la madre ottiene dalle autorità ecclesiastiche la dispensa dai vincoli della parrocchia.
La vedova è intanto combattuta tra il desiderio per Bruno Ghetti e il rispetto per il figlio, ma alla fine prevarrà quest'ultimo sentimento. Nel frattempo ella si era accorta che la giovane Wanda aveva messo gli occhi sul figlio e un giorno, capitata in canonica, trova il figlio in compagnia della ragazza che aveva cercato di sedurre il giovane sacerdote strappandogli di dosso l'abito talare. La vedova Fioravanti riuscirà a ricondurre in paese Wanda e per tutta la notte veglierà sul riposo del figlio rammendando la tonaca.

## Filmografia
Dal romanzo è stato tratto, nel 1976, uno sceneggiato televisivo di Antonio Calenda interpretato da Lina Volonghi, Magda Mercatali, Pietro Tordi, Guglielmo Rotolo.